# Beyond the Neighbourhood
Beyond the Neighbourhood — третій студійний альбом англійської групи Athlete, який був випущений 3 вересня 2007 року.

## Композиції
1. In Between 2 States — 2:30
2. Hurricane — 3:13
3. Tokyo — 3:34
4. Airport Disco — 5:03
5. It's Not Your Fault — 4:18
6. The Outsiders — 5:22
7. Flying Over Bus Stops — 4:28
8. Second Hand Stores — 5:13
9. In the Library — 3:04
10. Best Not to Think About It — 4:12
11. This Is What I Sound Like — 4:35

## Склад
- Джоел Потт — вокал, гітара
- Кері Уіллетс — басс
- Стів Робертс — ударні
- Тім Уонстолл — клавіші